# 米倫河 (韋勒河支流)
52°12′16″N 8°43′34″E / 52.20444°N 8.72611°E
米倫河（德語：Mühlenbach），是德國的河流，位於該國西部，處於北萊茵-威斯特法倫州，屬於韋勒河的右支流，河道全長2.3公里，流域面積2.3平方公里。